# Margaret Kennedy
Margaret Kennedy (Londres, 23 de abril de 1896 – 31 de julio de 1967) fue una novelista y dramaturga inglesa.
Nacida en Londres, acudió al Cheltenham Ladies' College y después estudió Historia en el Somerville College de Oxford. Quizá se la conoce sobre todo por la novela de 1924 La ninfa constante, pero recibió constante aplauso crítico por sus obras, principalmente por Troy Chimneys, por la que recibió el premio James Tait Black Memorial Prize de 1953. 
Adaptó su novela La ninfa constante al teatro, con gran éxito en el West End. Se estrenó en el Teatro Noël Coward, con Noel Coward y Edna Best como protagonistas en septiembre de 1926. Noel Coward tuvo un ataque de nervios durante la gira de la obra y fue reemplazado por John Gielgud. La novela fue adaptada varias veces al cine y la televisión, la primera vez en 1928 por Adrian Brunel y Alma Reville, dirigida por Adrian Brunel y Basil Dean, y con los actores Ivor Novello, Mabel Poulton y Benita Hume.
Su obra dramática posterior incluyó Escape Me Never en 1934, escrita para que la protagonizara Elisabeth Bergner, quien posteriormente apareció en la versión para el cine, por la que fue nominada a un premio Óscar.

## Traducciones al español
- Kennedy, Margaret: Hace mucho tiempo. Traducción: M. Villavecchia. Barcelona: Aymá, 1944
- Kennedy, Margaret: La ninfa constante. Traducción: Román A. Jiménez. Buenos Aires: Sudamericana, 1945.
- Kennedy, Margaret: Cuenta nueva. Traducción de Rafael Vázquez Zamora. Barcelona: Destino, 1950.
- Kennedy, Margaret: La fiesta. Versión: León Mirlas. Barcelona: Editorial Éxito, 1951.
- Kennedy, Margaret: Una noche en Cold Harbour. Traducción de Enrique de Juan. Buenos Aires: Plaza & Janés, 1961.
- Kennedy, Margaret: La sonrisa olvidada. Traducción de Adelina Carrera. Barcelona: Plaza & Janés, 1965.
- Kennedy, Margaret: La sonrisa olvidada. Prólogo: Oscar Esquivias. Traducción: Miguel Temprano García. La Coruña: Ediciones del Viento, 2020.